# Rubensstraße 15 (München)

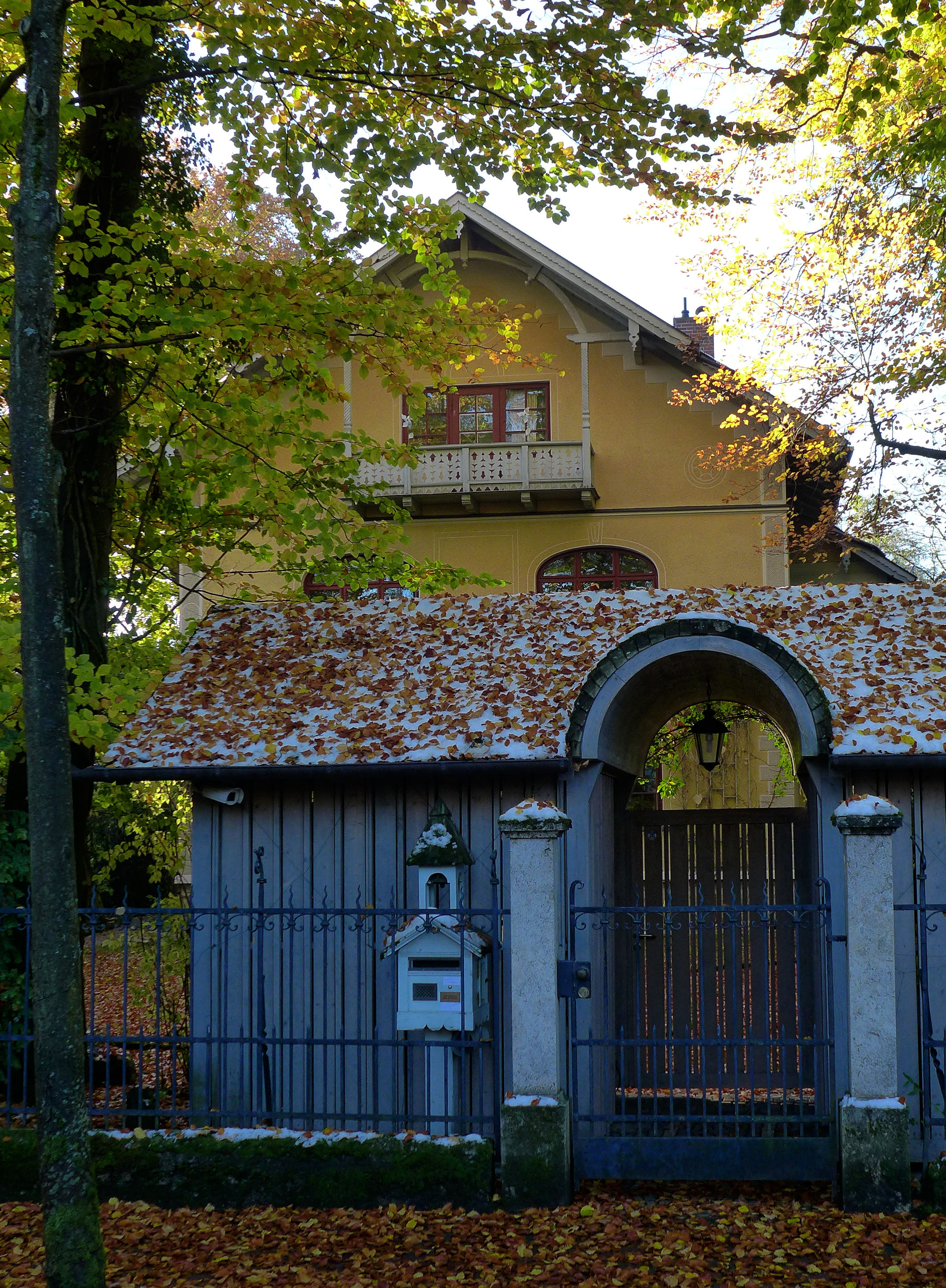
Haus Rubensstraße 15 in Obermenzing

Das Wohnhaus Rubensstraße 15 im Stadtteil Obermenzing der bayerischen Landeshauptstadt München wurde 1903 errichtet. Die Villa an der Rubensstraße, die zur Villenkolonie Pasing II gehört, ist ein geschütztes Baudenkmal.
Die Villa im Landhausstil wurde nach den Plänen des Architekten Georg Niggl errichtet, der auch das Haus Rembrandtstraße 6 in der Villenkolonie Pasing II entwarf. Der zurückgesetzte Giebelbau mit korbbogigen Fenstern und hölzernem Giebelbalkon besitzt eine Eingangsveranda. Die Räume gruppieren sich dreiseitig um die Treppendiele.